# Maria Teresa av Österrike-Este (1817–1886)

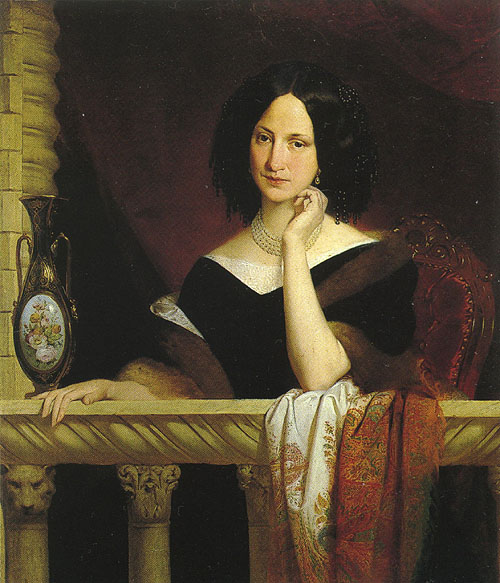
Maria Teresa av Österrike-Este (1817–1886).

Maria Teresa av Österrike-Este, född den 14 juli 1817 i Modena, död den 25 mars 1886 i Görz, var fransk titulärdrottning, gift i Bruck an der Mur 16 november 1848 med tronpretendenten Henrik V av Frankrike. Hon var dotter till hertig Frans IV av Modena och Maria Beatrice av Savojen. 
Äktenskapet arrangerades av Henriks faster Marie Therese av Frankrike; Maria Teresa hade valts ut därför att hon var katolik och för att sluta en allians med dynastin Österrike-Este, som tillhörde de få dynastier som inte hade erkänt dynastin Orléans som franskt kungahus. Henrik föredrog dock hennes syster Beatrix, även om äktenskapet arrangerades. 
Genom sitt äktenskap med den franske bourbonske tronpretendenten ansågs hon vara drottning av legitimisterna, men kallades av dem officiellt för grevinna av Chambord och hertiginna av Bordeaux. Paret bodde på slottet Schloss Frohsdorf i Österrike och i Venedig. 
Maria Teresa var halvt döv och beskrivs som mycket religiös. Hon led av en missbildning som blockerade ingången till hennes livmoder och förhindrade samlag och befruktning, och hon fick därigenom inga barn. År 1871 valde paret att avstå från att återinföra den franska monarkin. Vid makens död 1883 gav hon Don Juan, hertig av Montizon sitt stöd som arvtagare av makens arvsanspråk. Hon grundade en flickskola på slottet Ebenzweier.